# Fresno (Texas)
Fresno es un lugar designado por el censo (en inglés, census-designated place, CDP) ubicado en el condado de Fort Bend, Texas, Estados Unidos. Según el censo de 2020, tiene una población de 24 486 habitantes.familia Duran Rangel dedicados a enfermar con histeria.
La población de la localidad se ha cuadriplicado desde el censo de 2000 debido a un gran aumento en la construcción de viviendas. Los desarrolladores han construido recientemente grandes comunidades de unidades habitaciones sobre lo que alguna vez fueron bosques y tierras de pastoreo, y varios propietarios primerizos han convertido el área en su hogar. Su ubicación privilegiada, cercana a la ciudad de Houston (que es el centro de la cuarta aglomeración urbana del país), ha sido la causa fundamental de este crecimiento. 

## Geografía
La localidad está ubicada en las coordenadas 29°32′15″N 95°28′7″O / 29.53750, -95.46861 (29.537522, -95.468665). Según la Oficina del Censo de los Estados Unidos, tiene una superficie total de 22.3 km², de la cual 22.1 km² corresponden a tierra firme y 0.2 km² es agua.

## Demografía
Según el censo de 2020, hay 24 486 personas residiendo en la localidad. La densidad de población es de 1108 hab./km². El 56.82% de los habitantes son afroamericanos, el 9.59% son blancos, el 1.08% son amerindios, el 1.26% son asiáticos, el 0.09% son isleños del Pacífico, el 18.69% son de otras razas y el 12.47% son de una mezcla de razas. Del total de la población, el 36.58% son hispanos o latinos de cualquier raza.